# シトー会大ラヨシュ・ギムナジウム
シトー会 大ラヨシュ・ギムナジウム（ハンガリー語: A Ciszterci Rend Nagy Lajos Gimnáziuma）はハンガリーのギムナジウム。ペーチ市のセーチェーニ・イシュトヴァーン広場に面した敷地に所在し、市ではもっとも古い教育機関の一つである。
創立は1687年、イエズス会によるものだが、ローマ教皇クレメンス14世が1773年にイエズス会を解散させたため、その後このギムナジウムは保留状態で運営されることになる。1815年、国王フェレンツ1世（ローマ皇帝フランツ2世）はギムナジウムをシトー会に任せた。1935年に大規模な改築が行われ、現在の姿となっている。第二次世界大戦後1948年に国有化され、名称を公営 大ラヨシュ・ギムナジウム（ハンガリー語: Állami Nagy Lajos Gimnázium）とされた。民主化運動の後1993年、ギムナジウムの運営はシトー会に戻され、かつての名称を取り戻した。
2014年から2019年の各年、2022年、2023年、2024年、2025年のハンガリーの学校の公式ランキング100に含まれており、全国的にも評価が高い。
出身者や教員としてバビチ・ミハーイ、アバイ＝ネメシュ・オスカール、プレイ・ジョージ、ファルディ・フェレンツ、メサロス・ラザー、クサントゥス・ヤーノス、ケレステス＝フィッシャー・フェレン、クエン＝ヘーデルヴァーリ・カーロイなどがいる。

## ギャラリー

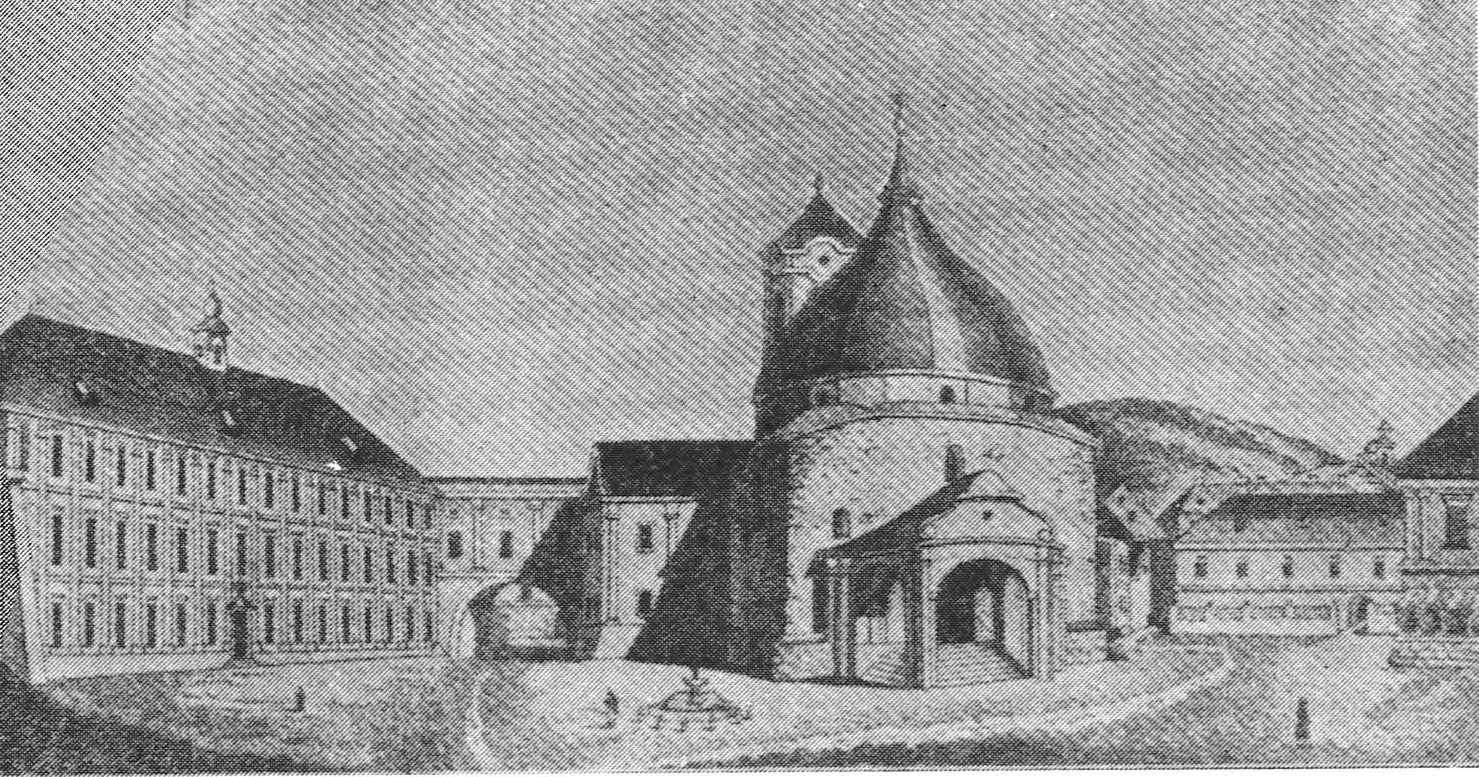
旧校舎（写生は1862年以前）
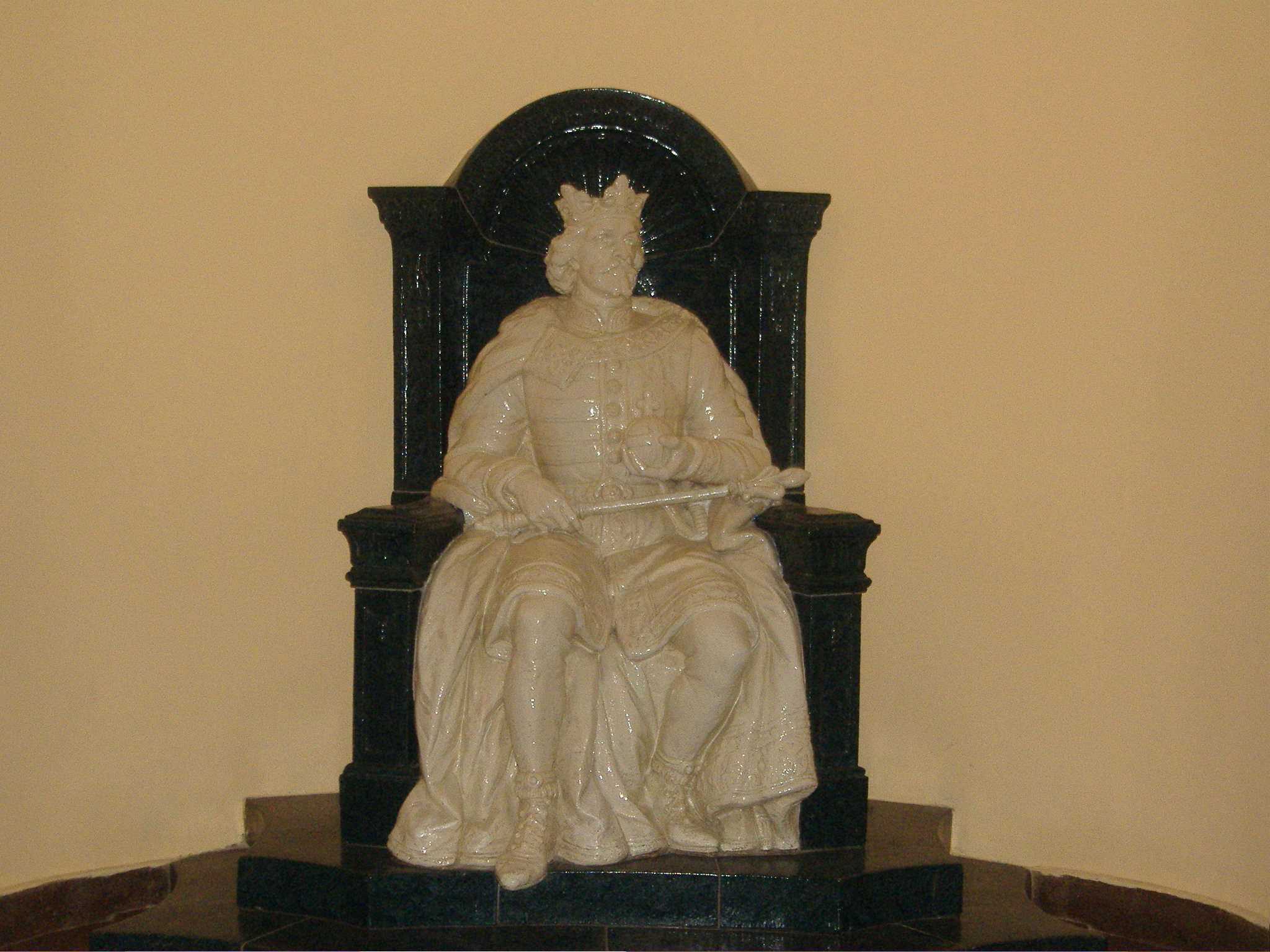
ギムナジウム内の大ラヨシュ像
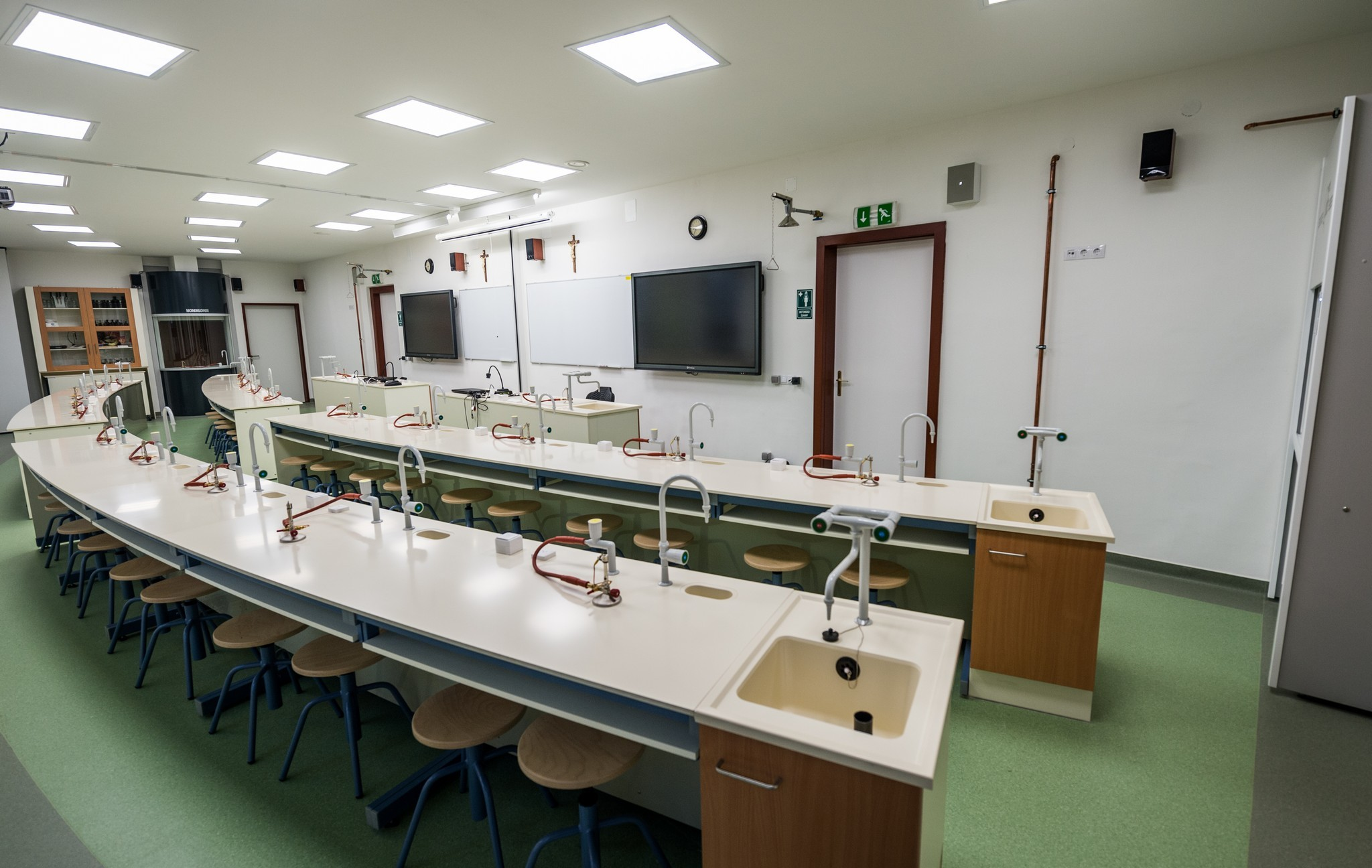
生物実験室
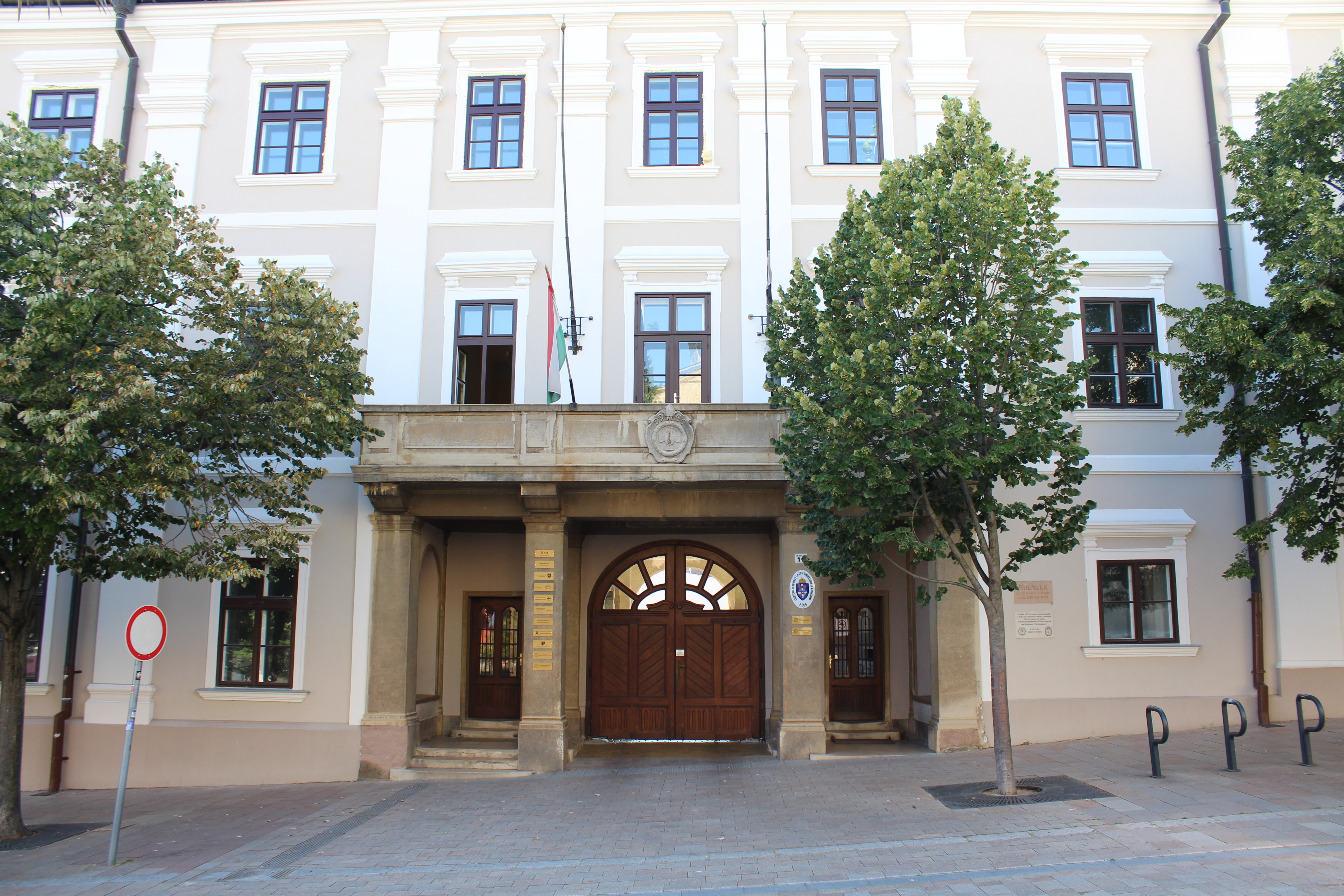
正門
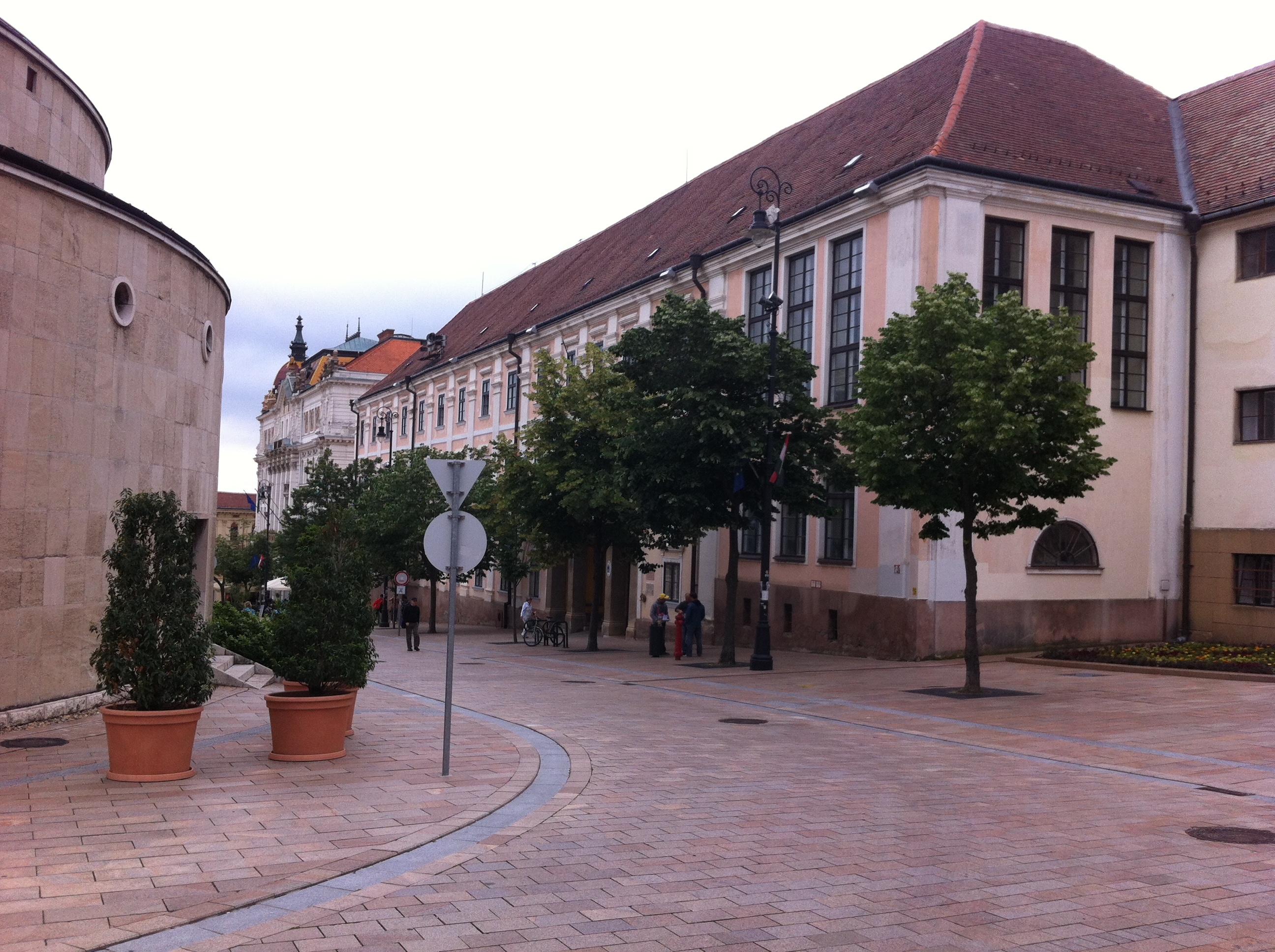
広場の北側から

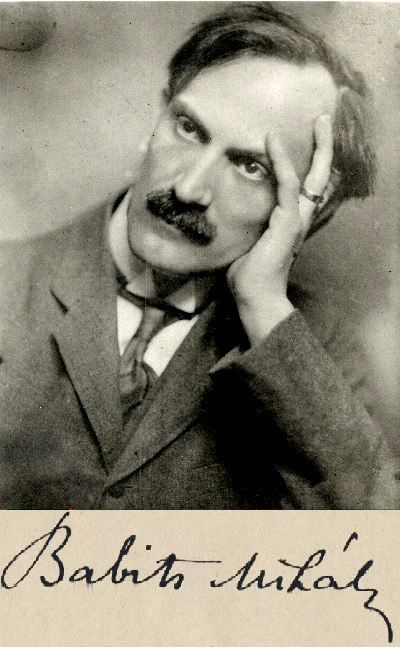
もっとも有名な出身者バビチ・ミハーイ
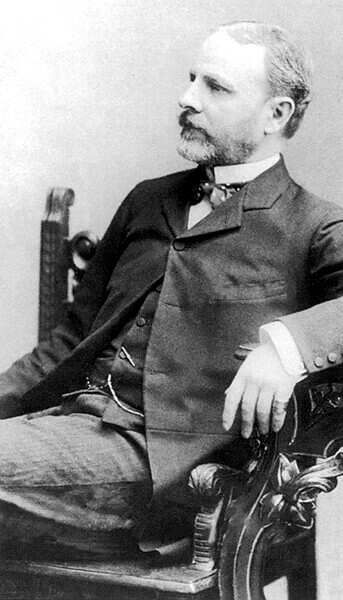
首相クエン＝ヘーデルヴァーリ・カーロイ
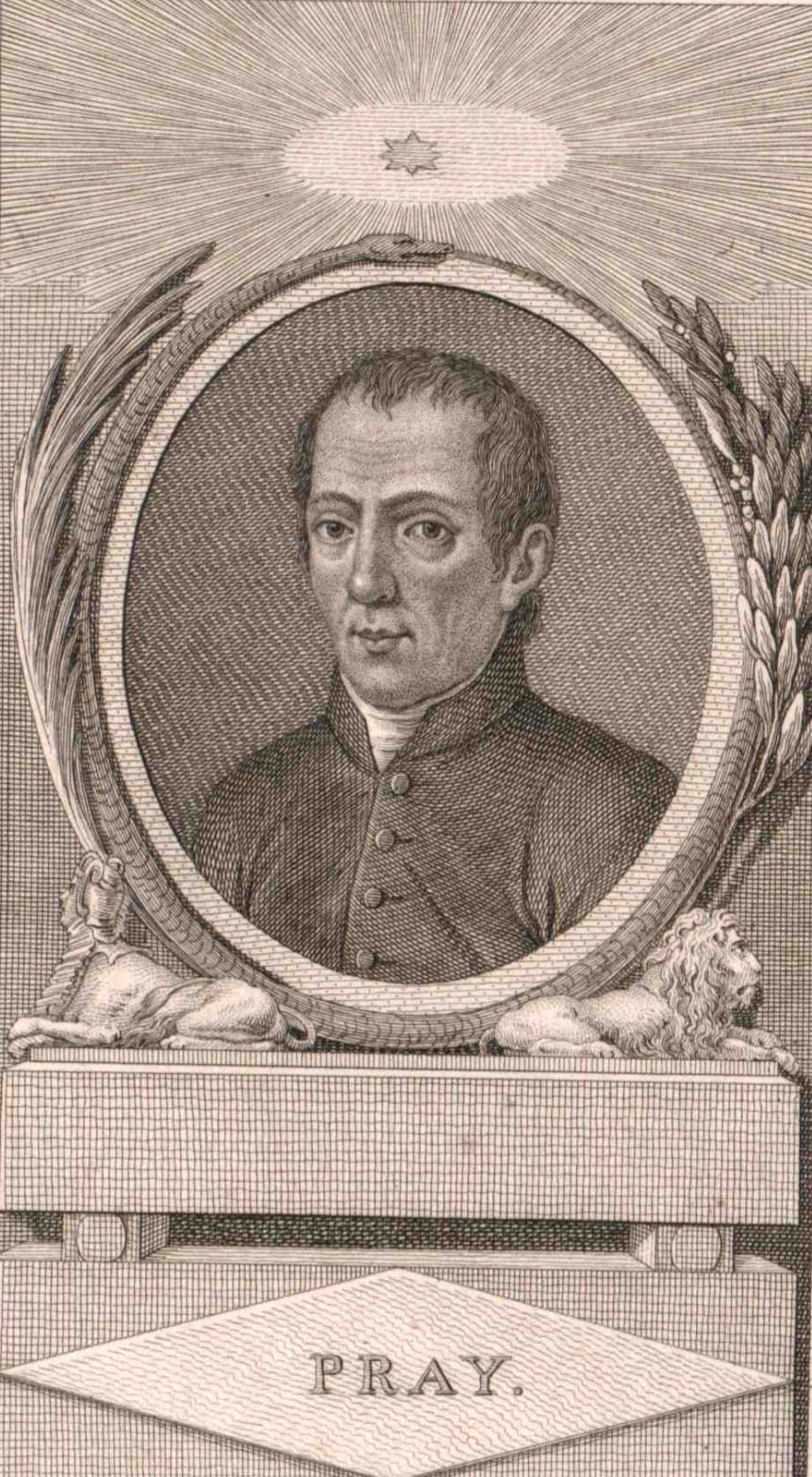
歴史家プレイ・ジョージ
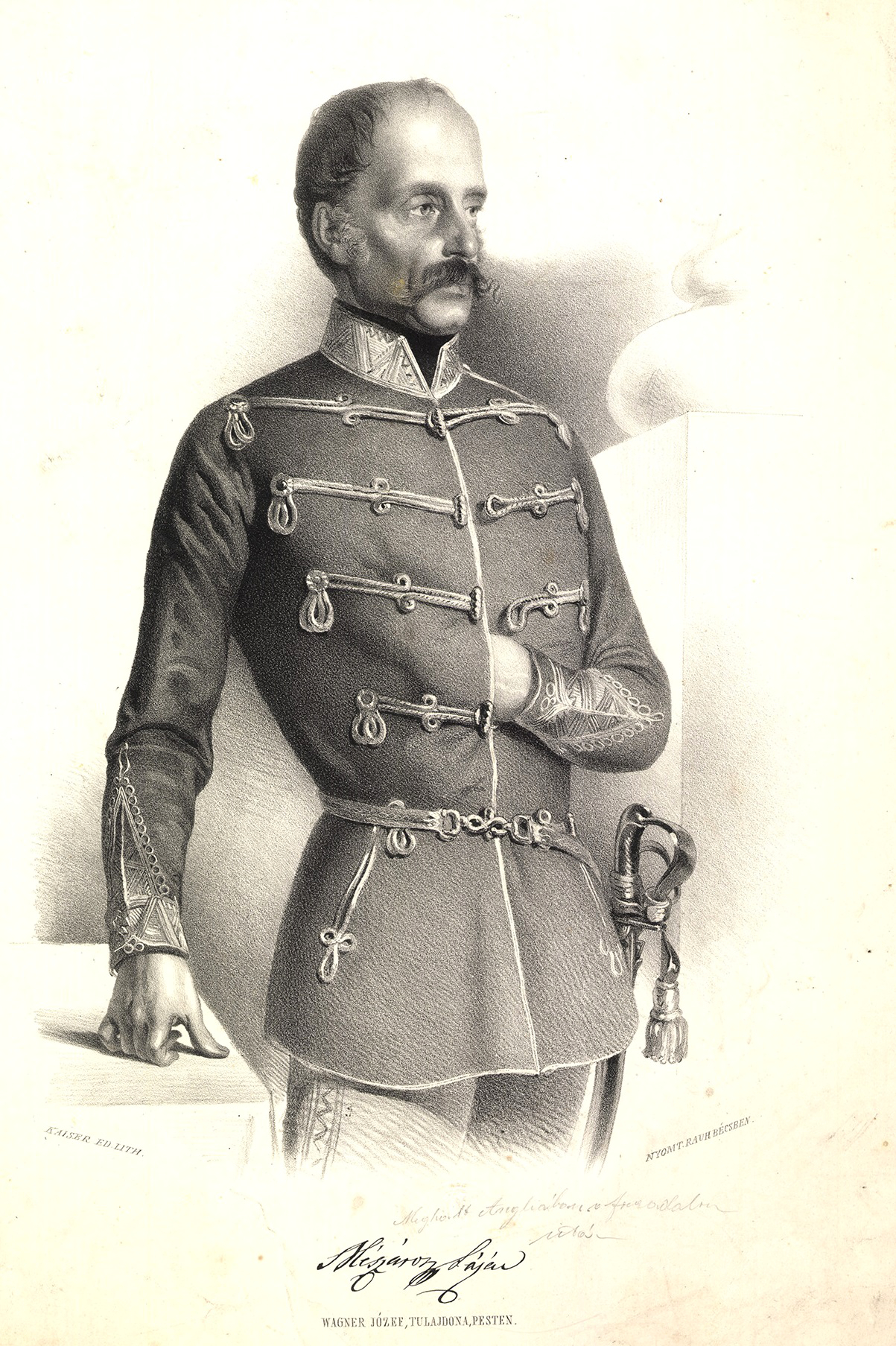
陸軍大臣メサロス・ラザー